# Jeże

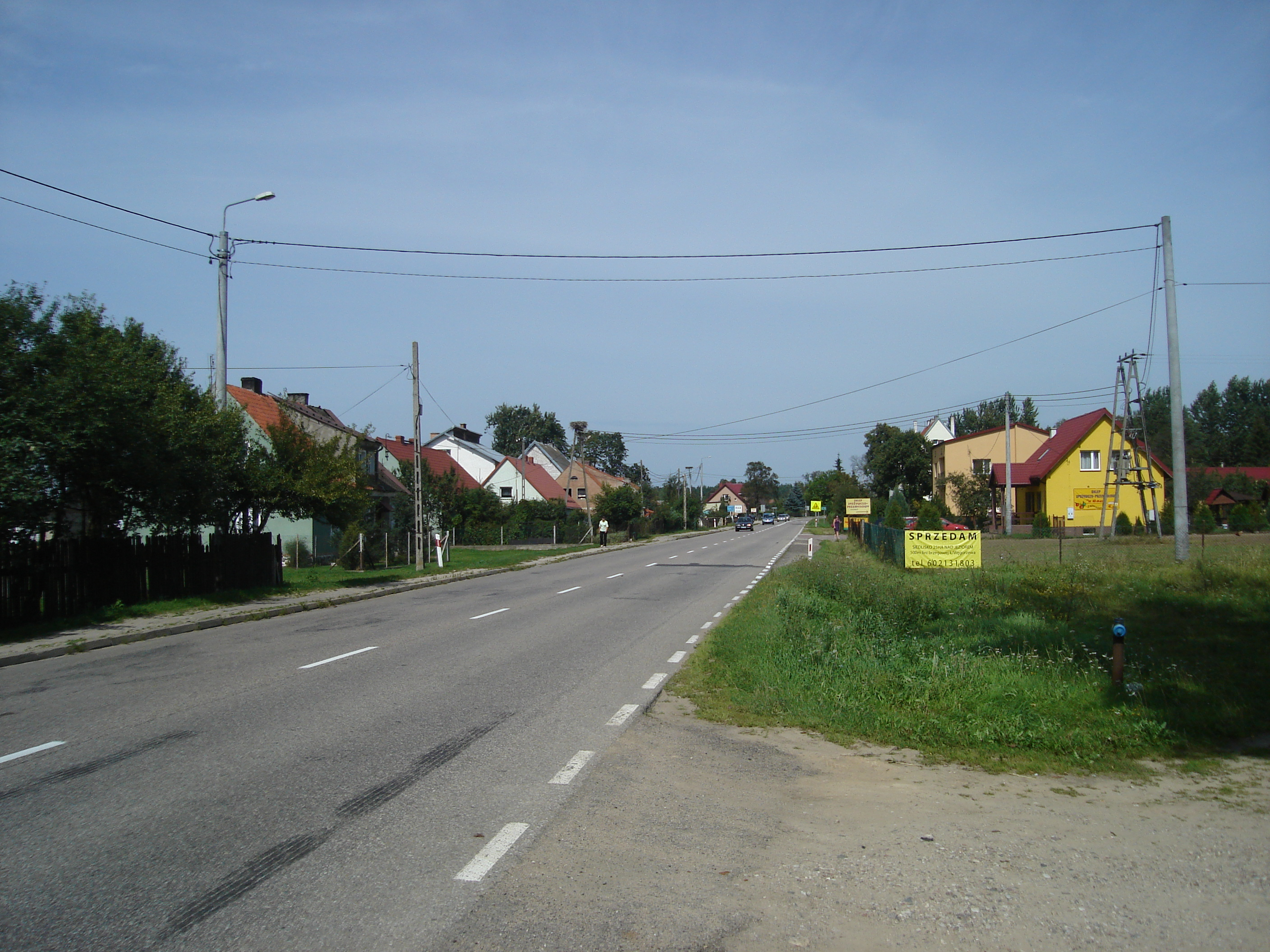
A városon keresztülhaladó 63-as főút

Jeże [e. Jeszenszky] (németül: Gehsen) falu Lengyelországban, a Varmia-mazúriai vajdaságban, amely Gmina Piszhez (Johannisburg városi és vidéki önkormányzata) tartozik Piski járás (Johannisburgi járás).

## Földrajza
Jeże a Pissek folyó keleti partján található) a Varmia-mazúriai vajdaság déli részén, Pisz kerületi várostól 17 kilométerre délkeletre.

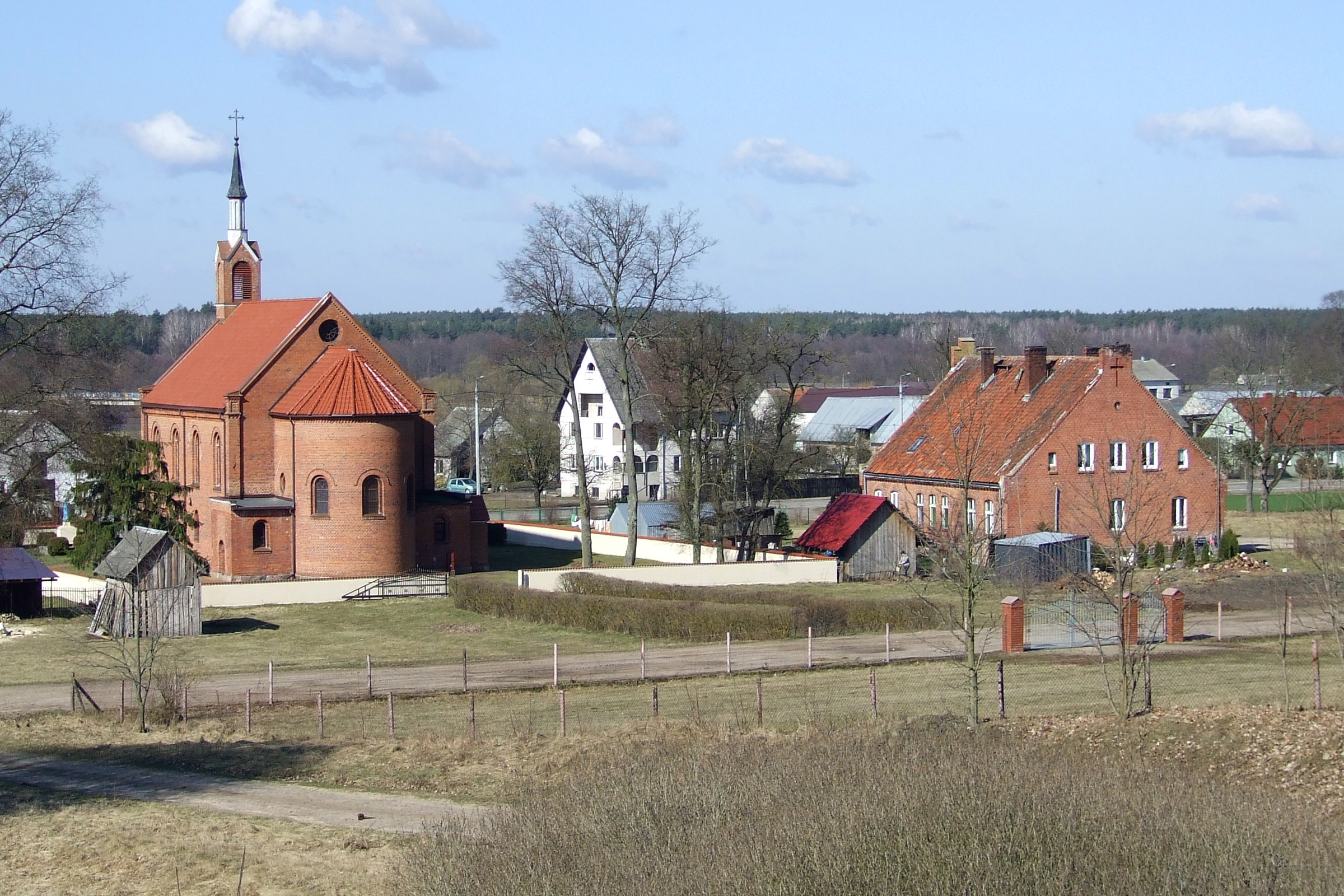
Kilátás Jeżére

## Története
Az 1445-ben alapított falut 1540 után Jeschennek, 1550 után Jeschenn-nek, 1579 körül Jeschouennek hívták, a Német Lovagrend 30 patás szolgálati ingatlanként alapította a magdeburgi törvények szerint.
1874. április 8-án a település közigazgatási székhely lett, így a nevét egy 1945-ig létező közigazgatási kerületnek adta.
Gehsenben 1910-ben 582 lakost regisztráltak. Számuk 1933-ra 661-re emelkedett, 1939-ben pedig 621 volt 
A Versailles-i Szerződés feltételei miatt az allensteini szavazókörzet lakossága, amelyhez Gehsen is tartozott, 1920. július 11-én szavazott a Kelet-Poroszországhoz (és így Németországhoz) való folyamatos tartozásáról vagy a Lengyelországhoz való csatolásáról. Gehsenben 460 lakos szavazott amellett, hogy maradjon Kelet-Poroszország része, Lengyelország nem kapott szavazatot.
Amikor 1945-ben a háború következtében Dél-Kelet-Poroszországot átadták Lengyelországnak, Gehsen is érintett volt. A falu megkapta a „Jeże” lengyel nevet. Ma a hely a polgármesteri hivatal székhelye ( lengyelül: Sołectwo ), így a Pisz (Johannisburg) városi és falusi község hálózatában lévő helység a Piski járásban ( Johannisburgi járás), 1998-ig a Suwałki vajdaság, azóta a Warmian-Masurian Vajdaság része. 2011-ben a lakosság 328 fő volt.

## Vallások

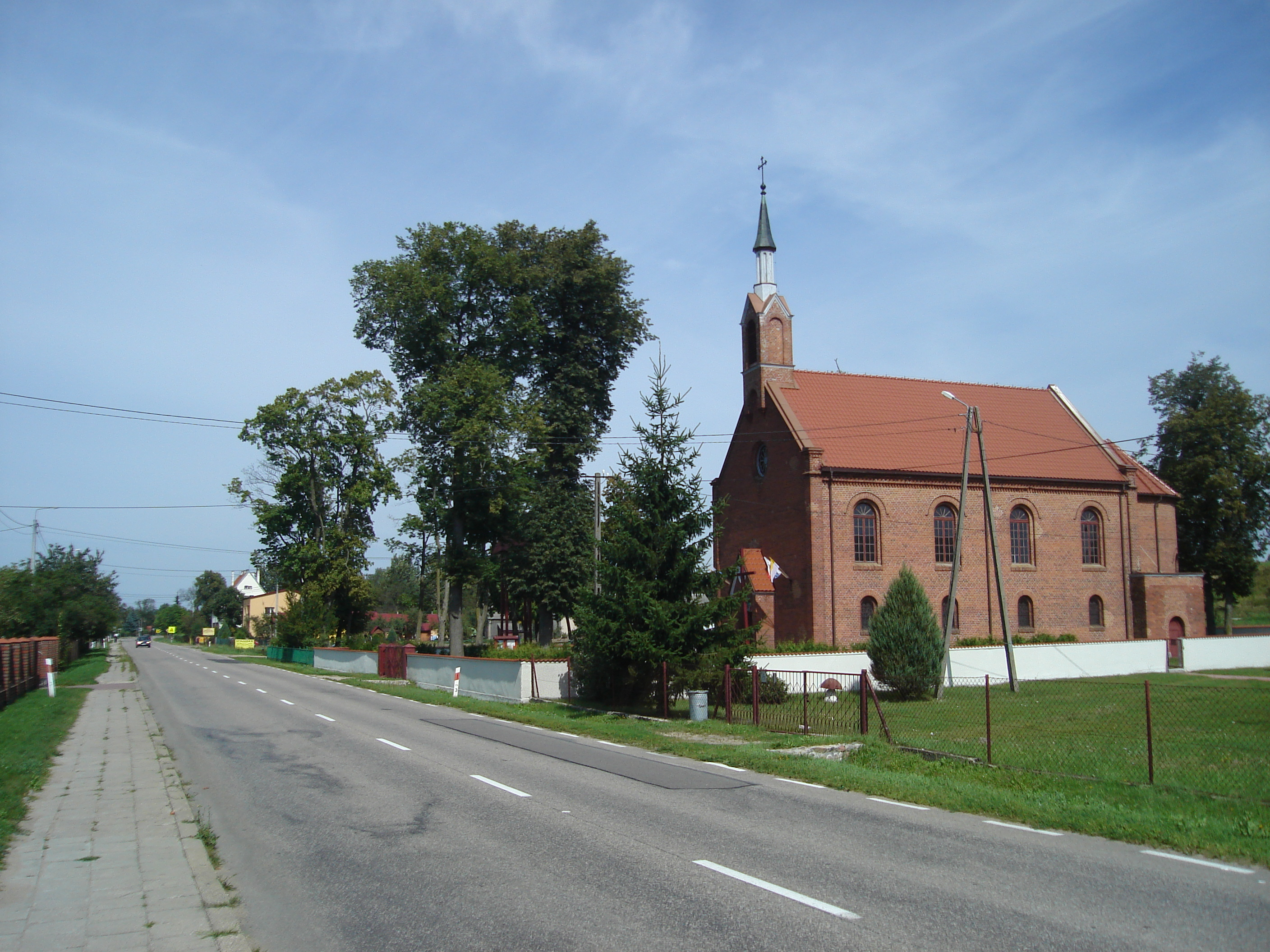
Templom Jeże főutcáján

### Egyházi épületek
1866 óta van egy épület Gehsenben. Ez a kis téglából épült templom nyugati oromtornyos toronnyal. 1945-ig protestáns templomként működött, ma római katolikus plébániatemplom. A két apostolnak, Péternek és Pálnak szentelték.

### Plébániák

#### Evangélikus
1846-ban Gehsenben protestáns parókiát alapítottak, amelynek plébániáját elválasztották a johannisburgi (pisz) és a kumilskoi (1938–1945 Morgen, lengyel Kumielsk ) templomától. Az 1929-ben összesen 2489 tagot számláló plébánia a kelet-poroszországi egyházi tartományban, a Régi Porosz Unió Egyháza Johannisburg egyházkerületébe került.
A jeżei protestáns egyházközösség életének véget vetett a háborúval összefüggő helyi lakosság menekülése és kiűzése. A ma itt élő protestáns lakosok a lengyelországi Augsburgi Evangélikus Egyház Mazuriai Egyházmegye Pisz kerületi városában található templomhoz csatlakoznak.

#### Római katolikus
1945 előtt nagyon kevés katolikus élt Gehsenben. A warmiai egyházmegyében, a Masurian II. esperesben (székhely: Johannisburg) a johannisburgi római katolikus templomban voltak plébániák. 1945 után és számos új lengyel állampolgár beáramlásával Jeże-ben külön katolikus közösség alakult, és a korábban protestáns helyi gyülekezet a piszi Keresztelő Szent János-templom fiókegyháza lett. 1987-ben a jeże-i templomot Edmund Piszcz warmia püspök plébániatemplommá alakította. A plébánia a Św. Apostołów Piotra i Pawła és a lengyelországi Római Katolikus Egyház Ełk egyházmegyéjében található piszi espereshez tartozik.

## Iskola
Gehsen 1737-ben iskolafalu lett. A tanítás többosztályos voltak. 1929-ben új iskolaépület épült.

## Személyiségek

### Itt született
- Paul Hensel (1867. október 3-án Gehsenben, német protestáns lelkész, Mazuria bajnoka és a Reichstag tagja († 1944)

### Csatlakozva a helyhez
- Otto Boris (1887–1957) német középiskolai tanár, festő és állatíró, gyermekkorát Gehsenben töltötte.

## Közlekedése
Jeże a fontos lengyel 63-as országúton (Droga krajowa 63) található, amely a lengyel–orosztól a lengyel–fehérorosz államhatárig tart és négy vajdaságon halad át. A szomszédos Wądołek (Wondollek, 1938–1945 Wondollen) és Brzozowo (már a Podlaskie vajdaságban található) kis mellékutcái a városban végződnek.
Jeże 1945 óta nem volt vasútállomás. 1908 és 1945 között a Johannisburg–Dlottowen/Fischborn vasútvonalon közlekedtek a vonatok – néhány évig még a lengyelországi Kolnóig is elnyúltak – és Gehsenben is megálltak.

## Fordítás
- Ez a szócikk részben vagy egészben  a   Jeże (Pisz) című német Wikipédia-szócikk ezen változatának fordításán alapul.  Az eredeti cikk szerkesztőit annak laptörténete sorolja fel. Ez a jelzés csupán a megfogalmazás eredetét és a szerzői jogokat jelzi, nem szolgál a cikkben szereplő információk forrásmegjelöléseként.